# Mara Recatero
Mara Recatero   (c. 1941 - Marbella, 18 de maig de 2025) va ser una realitzadora de televisió i directora de teatre espanyola, vídua de Gustavo Pérez Puig.

## Biografia
Després d'estudiar en el Liceu Francès de Madrid, inicia la seva activitat professional en televisió. El seu debut es produeix en Televisió Espanyola el 1969, quan ingressa en la cadena pública de televisió com a ajudant de direcció. D'aquesta època daten les seves col·laboracions en espais mítics de l'emissora, com a Estudio 1 (adaptant per a televisió guions d'obres notables de teatre espanyol), Novela o Canción 71 o 300 milions.
Des de 1979 ha treballat en el teatre i la seva primera obra va ser Herminia. Més endavant, dirigiria peces com Los habitantes de la casa deshabitada (1980, obra d'Enrique Jardiel Poncela), El hombre del atardecer (1981) de Santiago Montcada, Un marido de ida y vuelta (1985), El hotelito (1985), d'Antonio Gala, Cuatro corazones con freno y marcha atrás (1987) o Usted tiene ojos de mujer fatal, ambdues d'Enrique Jardiel Poncela.
Exerceix com a directora adjunta del Teatro Maravillas de Madrid durant cinc anys, fins a 1989. Compagina aquesta tasca amb col·laboracions en televisió, com El baile (1985), El mar y el tiempo o l'espai musical A media voz (1989), tots dos a Televisió Espanyola i seguidament a Telecinco, on dirigeix un parell de comèdies.
El 1990 va ser nomenada directora adjunta del Teatro Español, coincidint amb l'etapa en què va ser dirigit pel seu marit des de 1962, Gustavo Pérez Puig, el que va suscitar algunes crítiques, per exemple del sindicat UGT o Esquerra Unida. En aquesta etapa va realitzar diversos muntatges a l'Español com La noche del sábado de Jacinto Benavente (1991), Picospardo's (1995), Carlo Monte en Monte Carlo (1996), Misión al pueblo desierto (1999), Cyrano de Bergerac (2000), Celos del aire (2003), Corona de amor y muerte (2003) o Eloísa está debajo de un almendro.
El desembre de 2003, el recentment elegit alcalde Alberto Ruiz-Gallardón va prescindir dels serveis de Pérez Puig i Recatero al capdavant del Teatro Español, si bé tots dos van guanyar una demanda per acomiadament improcedent.
Amb posterioritat, ha continuat dirigint sobre els escenaris, com per exemple els seus muntatges Melocotón en almíbar (2005), La decente (2008), ambdues de Miguel Mihura, Vamos a contar mentiras (2010) o Las cinco advertencias de Satanás (2011), d'Enrique Jardiel Poncela. Guanyadora del premi Mayte de teatre el 2001.